# Fung Dou Dak
Fung Dou Dak (em chinês tradicional, 馮道德, transliterado em pinyin como Féng Dào Dé e em Jyutping como Fung4 Dou3 Dak1. Literalmente, "Fung, virtude do tao".) é um dos lendários Cinco Anciões sobreviventes da destruição do mosteiro Shaolin durante a dinastia Qing (1644–1912).

## Biografia
A dinastia Ming, que estava enfraquecida pela corrupção e por rebeliões internas, foi derrubada pelos manchus em 1644. Hong Mei (Sobrancelhas Vermelhas), abade do mosteiro sulista de Shaolin, morreu nessa época. Ele transferiu sua posição para Chi Thien Su, também conhecido como Jee Sin Sim See. Mas outro mestre, Chu Long Tuyen, não aceitou essa decisão. Ele preferia se aliar aos invasores manchus. Em 1647, os manchus atacaram o mosteiro sulista de Shaolin em Quanzhou, em Fujian. Somente cinco mestres conseguiram escapar, e ficaram conhecidos como Cinco Anciões.
Jee Sin fundou um novo templo na Montanha dos Nove Lotos, em Fujian. Chu Long Tuyen se recusou a revelar seu verdadeiro nome, com medo de represálias a sua família e estudantes. O abade, então, oficializou seu nome como Bak Mei (Sobrancelhas Brancas). De acordo com algumas histórias, Bak Mei traiu o governo Ming ao levar a informação sobre a revolta Ming ao imperador manchu Shunzhi. Na volta, trouxe, consigo, a informação sobre o plano do ataque manchu ao mosteiro Shaolin. Depois que o mosteiro foi destruído, Fung Dou Dak e Bak Mei teriam partido sozinhos e estudado taoismo.
Bak Mei treinou uma força de ataque anti-imperial. Mas, depois que essa força foi capturada pelo império, Bak Mei foi forçado a ensinar e liderar 50 000 soldados imperiais na segunda destruição do mosteiro Shaolin, sob pena de ver seus soldados torturados e mortos. No ataque, Bak Mei venceu Chi Thien Su num duelo, quebrando seu pescoço. Costuma ser alegado, em defesa de Bak Mei e Fung Dou Dak, que eles só ajudaram a dinastia Qing para evitar que seus companheiros fossem mortos.
Fontes da escola Bak Fu Pai asseguram que Fung Dou Dak não ajudou Bak Mei a destruir o mosteiro Shaolin. Durante o incêndio, ele teria salvado os manuais de ervas medicinais do mosteiro e teria escapado através de um túnel secreto. Ele teria adotado o taoismo para impedir que as forças anti-Qing o encontrassem.
Fung foi até um mosteiro taoista no Monte Emei. Lá, ele refinou seus conhecimentos marciais, combinando técnicas de Shaolin com princípios taoistas. Ele foi ajudado por um médico e especialista em ervas medicinais chamado Doo Tin Yin (ele ajudou Fung a ser admitido no mosteiro taoista e/ou usou sua posição como médico imperial para proteger Fung de seus inimigos).

## Na cultura popular
Ku Kuan Chung interpretou Fung Dou Dak no filme Abbot of Shaolin (1979).